# Pitchfork Music Festival

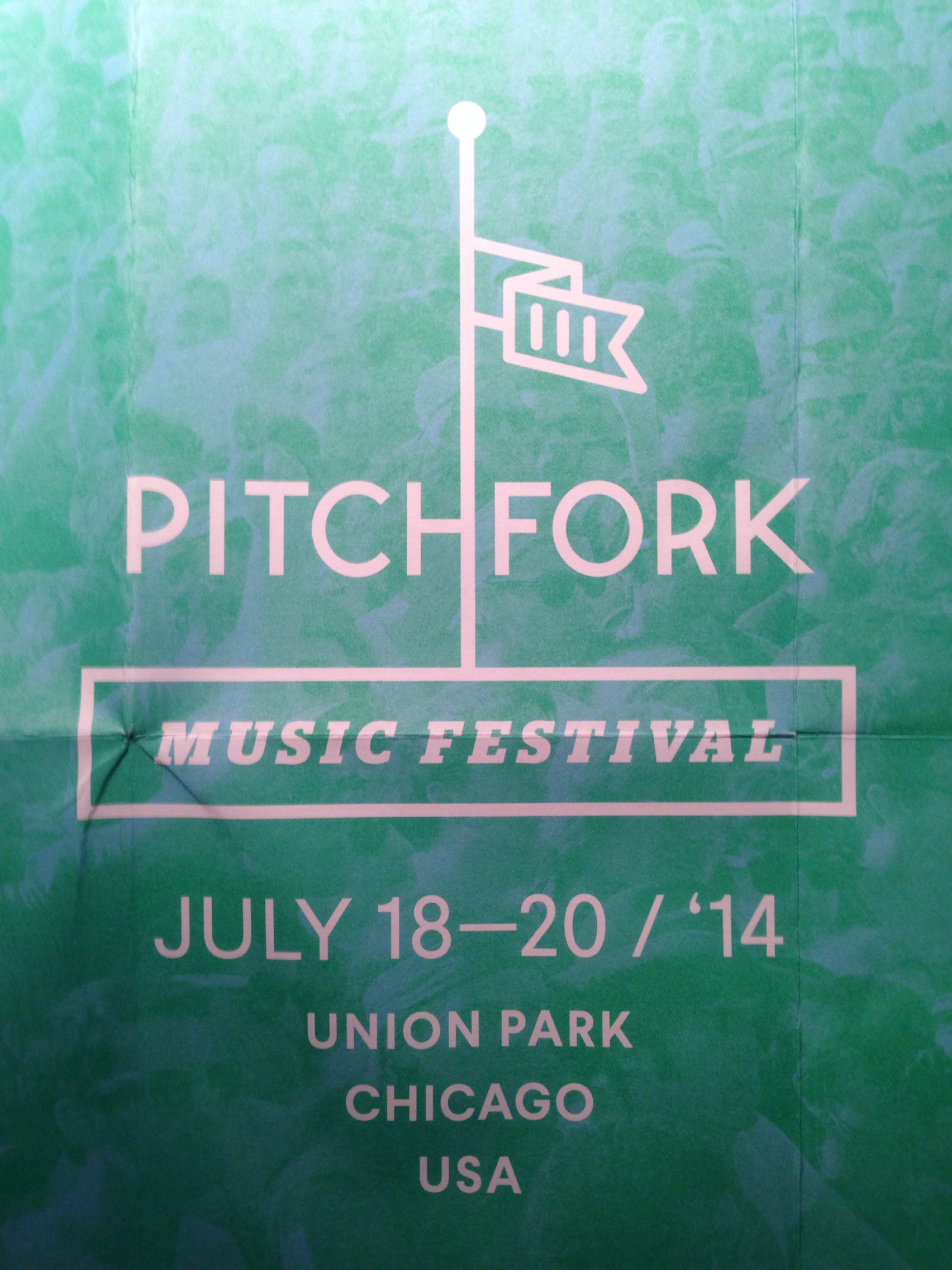
Poster des Pitchfork Music Festivals 2014

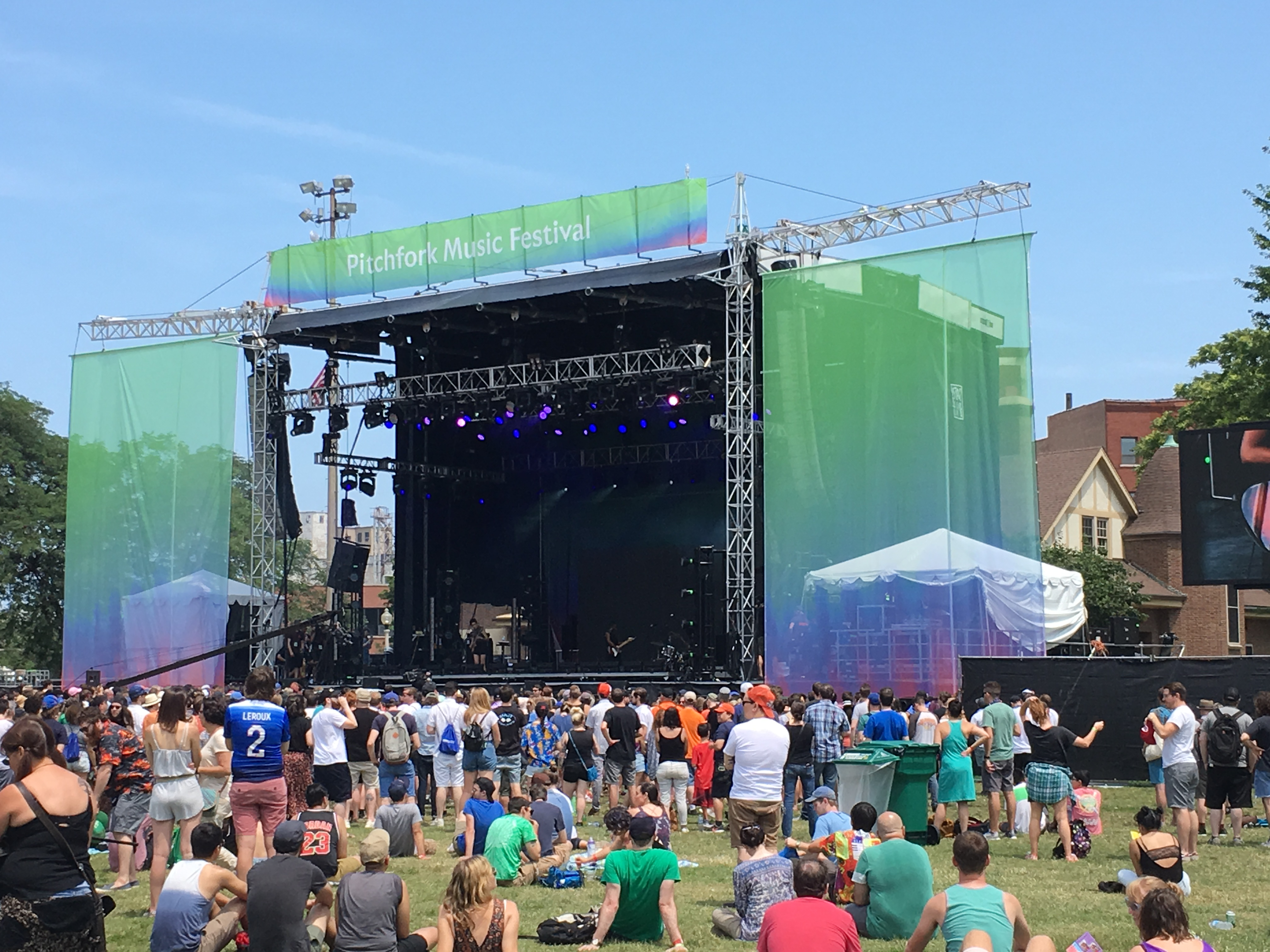
Pitchfork Music Festival 2017

Das Pitchfork Music Festival ist ein jährliches Musikfestival, das seit 2006 von Pitchfork Media organisiert wird und im Union Park in Chicago, Illinois, stattfindet. 2005 gab es eine Vorläuferveranstaltung mit dem Intonation Music Festival.
Das Festival, das normalerweise an drei Tagen (Freitag, Samstag und Sonntag) im Juli stattfindet, konzentriert sich hauptsächlich auf Musiker und Bands aus den Genres Alternative Rock, Hip-Hop, Electronic und Dance Music, wobei es auch Teilnehmer aus den Bereichen Hardcore Punk, Experimental Rock und Jazz gibt.
Einen Ableger des Pitchfork Music Festivals gibt es seit 2011 jährlich in Paris. Ab 2021 gab es ein Pitchfork Music Festival in London. Ein für 2020 geplantes Pitchfork Music Festival in Berlin wurde abgesagt; das erste Pitchfork Music Festival in Berlin fand 2022 statt.

## Chicago
Im Jahr 2005 wurde Pitchfork Media von einer Musikpromotionsfirma namens Skyline Chicago beauftragt, das Intonation Music Festival im Union Park in Chicago zu organisieren. Dies wird als Vorläufer des Pitchfork Music Festivals angesehen, das Pitchfork Media ab 2006 veranstaltete. Das Pitchfork Music Festival fand seitdem jährlich statt; im Jahr 2020 wurde es jedoch wegen der COVID-19-Pandemie abgesagt.
Zu den Musikern und Bands, die beim Pitchfork Music Festival auftraten, gehören Yo La Tengo, Sonic Youth, Public Enemy, The Flaming Lips, Pavement, Animal Collective, Feist, Björk, Beck, Wilco, A Tribe Called Quest, The National.

## Paris
2011 fand in Paris das erste Pitchfork Music Festival außerhalb Chicagos statt, das dann jährlich wiederholt wurde, mit der Ausnahme von 2020 (COVID-19).
In Paris traten unter anderem bisher auf: Bon Iver, Grizzly Bear, Ratatat, Thom Yorke, The National.

## London
2021 fand in London ein Pitchfork Music Festival statt, verteilt auf 12 Veranstaltungsorte. Auch 2022 gab es ein Pitchfork Music Festival in London.

## Berlin
2020 war ein Pitchfork Music Festival in Berlin geplant, das wegen der COVID-19-Pandemie abgesagt wurde. 2022 fand dann ein Pitchfork Music Festival in Berlin statt.